# Actualisation exponentielle
En économie, l'actualisation exponentielle est une forme de fonction d'actualisation utilisée  dans l'analyse des choix intertemporels (avec ou sans incertitude), supposant un taux constant de dépréciation. Mathématiquement, il y a actualisation exponentielle lorsque l'utilité totale est donnée par 
{\displaystyle U(\{c_{t}\}_{t=t_{1}}^{t_{2}})=\sum _{t=t_{1}}^{t_{2}}\delta ^{t-t_{1}}(u(c_{t}))}, où 
ct est la consommation au temps t, {\displaystyle \delta } est le coefficient d'actualisation, et u est la fonction d'utilité instantanée. La formule précédente devient, si le temps est supposé continu, {\displaystyle U(\{c(t)\}_{t=t_{1}}^{t_{2}})=\int _{t_{1}}^{t_{2}}e^{-\rho (t-t_{1})}u(c(t))\,dt,}
L'actualisation exponentielle suppose que le taux marginal de substitution entre les consommations en deux moments différents ne dépend que de l'écart entre ces moments ; elle ne présente donc pas d'incohérence temporelle.
En raison de sa simplicité, l'hypothèse d'actualisation exponentielle  est  celle qui est le plus souvent utilisée dans les modèles économiques,  cependant, des hypothèses alternatives telles que l'actualisation hyperbolique ont davantage de confirmations empiriques.